# 莊英
莊英（15世紀—1487年），字志彥，南直隸徽州府歙縣人，明朝政治人物。

## 生平
莊英是永樂九年舉人莊觀之孫，在成化七年（1471年）中舉人，十一年（1475年）會試中副榜，授夏邑教諭，二十三年（1487年）陞任廣昌知縣，到任兩個月後流寇剽掠白水寨，他率兵驅趕卻兵潰被殺，縣民都感到悲傷，朝廷追贈建昌府通判，
讓其子莊潤入國子監讀書。

## 引用
1. 1 2  道光《歙縣志·卷八之三·人物志》：莊英，字志彥，接察副使觀之孫，領鄉薦令廣昌，赴任未二旬，適閩寇竊發剽掠，英挺身赴捍遂為所害，事聞詔贈建昌府通判，進其子潤為國子生。
2. ↑  《古今圖書集成·明倫彙編·氏族典·第三百四卷》：按《萬姓統譜》 英，字志彥，歙人，按察副使觀之孫。成化辛卯應鄉舉，乙未中乙榜，除河南夏邑教諭，秩滿陞江西廣昌知縣。到任幾二旬，適閩寇竊發，剽掠生民，英挺身赴捍，遂為所害，闔邑官吏父老傷悼之。事聞，詔贈建昌府通判，進其子潤為國子生。
3. ↑  同治《（江西）廣昌縣志·卷四》：莊英，歙縣舉人，成化二十三年令廣昌，值寇掠白水寨，英驅兵禦之，師潰死焉，贈通判，一子入監讀書。